# Bolszewizm

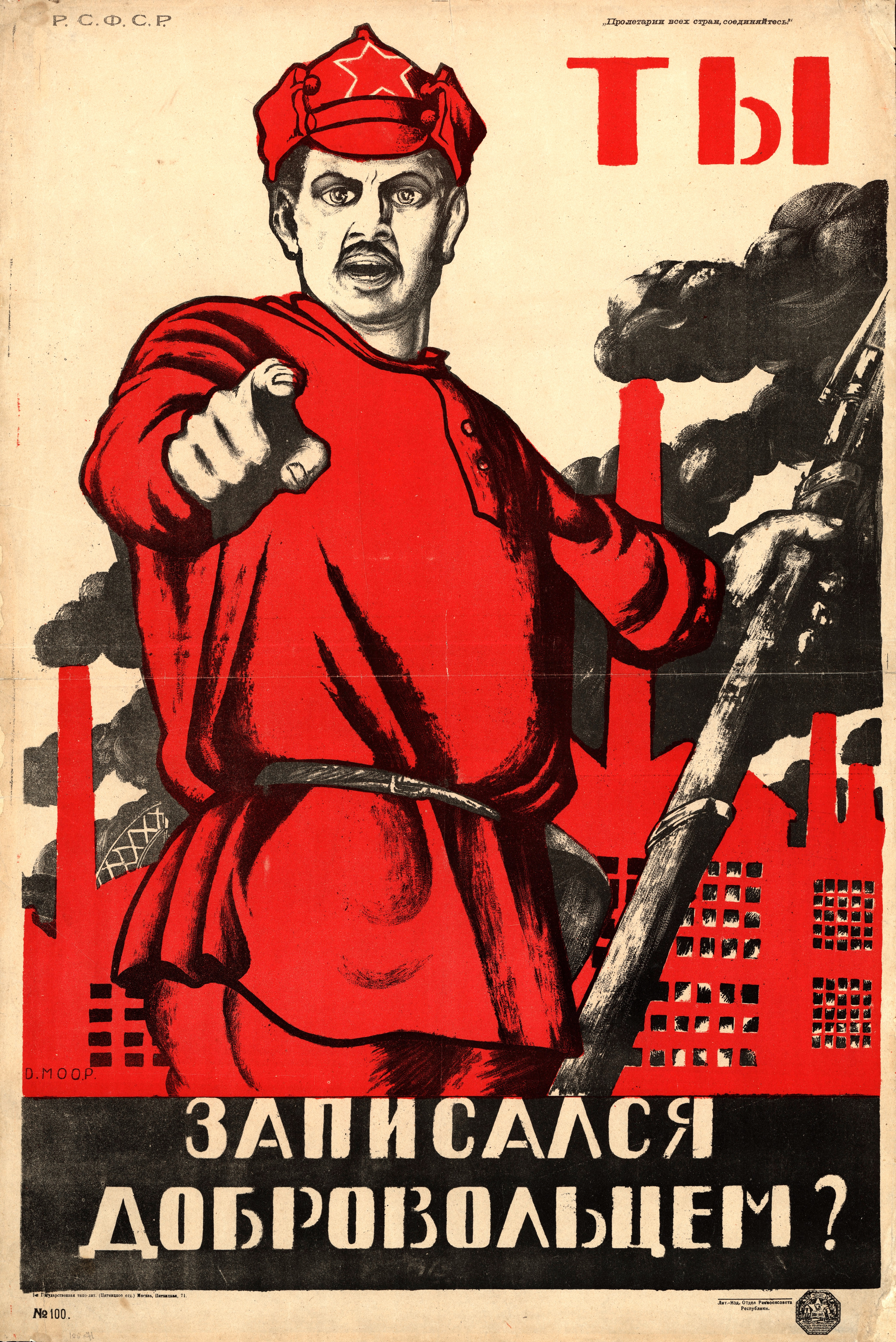
Czy zgłosiłeś się na ochotnika? – bolszewicki plakat werbunkowy z okresu wojny domowej

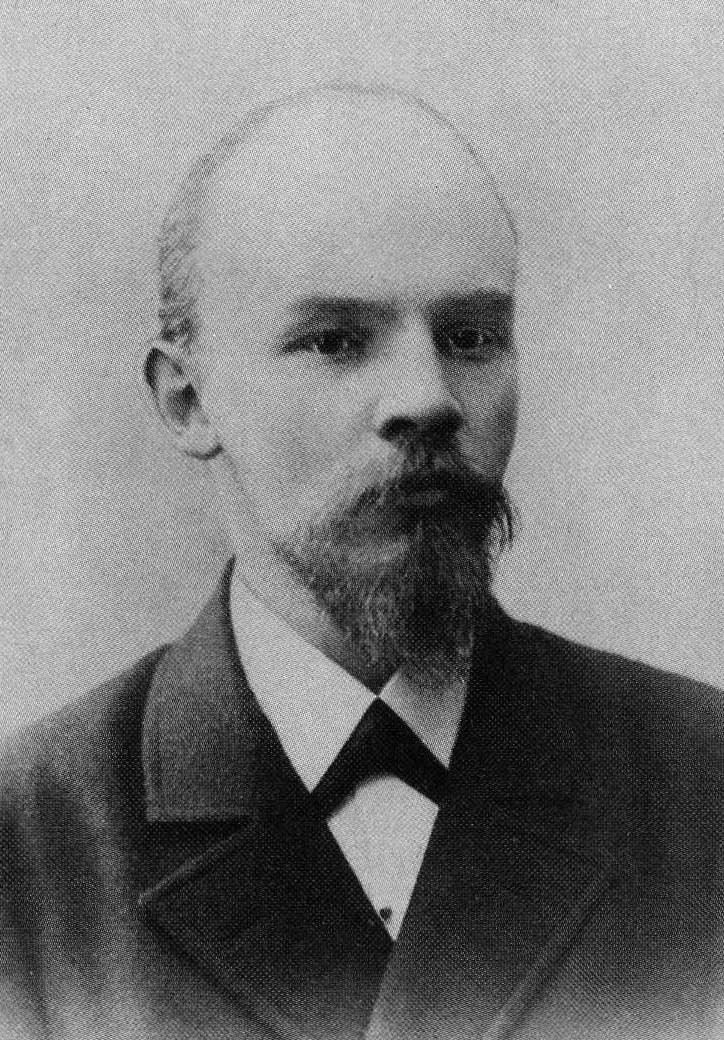
Włodzimierz Lenin (1900)

Bolszewizm – odmiana doktryny komunistycznej stworzona przez Włodzimierza Lenina, stanowiąca interpretację marksizmu i jego dostosowanie do uwarunkowań rosyjskich. Ideologia ta stanowiła swoisty system wartości formułowany przez bolszewików i służący ich celom. 
Bolszewizm był ruchem rewolucyjnym, to jest dążącym do radykalnego obalenia istniejącego ustroju społeczno-politycznego, jak i do jego całkowitego przekształcenia. Bolszewicy stanowili odłam Socjaldemokratycznej Partii Robotniczej Rosji, który wyrósł z nurtu socjaldemokratycznego jako lewicowy z założenia, rewolucyjny, antymonarchistyczny, antyklerykalny ruch polityczny, oparty na podstawach ideologii socjalistycznej, stworzonej przez niemieckich teoretyków ruchu robotniczego Karola Marksa i Fryderyka Engelsa.
Bolszewicka alternatywna droga rozwoju państwa, mimo całej swojej odmienności i swoistości, była także mocno osadzona w intelektualnej i obyczajowej tradycji rosyjskiej, szczególnie zaś identyfikowała się z całym XIX-wiecznym nurtem rewolucyjnym.
Głównym twórcą ideologii bolszewizmu był Włodzimierz Lenin, który sformułował podstawowe założenia dotyczące roli partii oraz dwie specyficzne doktryny, będące następnie podstawą tworzenia się nowego ustroju państwowego i działalności partii bolszewickiej: dyktatury proletariatu i centralizmu demokratycznego. Były to dwie zasady ideologiczne, które w dużej mierze przesądziły o totalitarnym charakterze Rosji Radzieckiej.
Założenia ideologiczne bolszewizmu jako odrębnej formacji politycznej sformułowane zostały na początku XX wieku, w latach 1901–1903. Sformułowana została wówczas także teoria partii-awangardy, której totalitarny charakter, jak się niekiedy wskazuje, spowodował przeniesienie modelu totalitarnego na całe społeczeństwo, stając się źródłem swoistości represyjnego reżimu, jaki zapanował w ramach Rosji Radzieckiej. Wskazuje się, że nie można utrzymywać, że cały totalitarny system państwowy zawierał się w bolszewickiej doktrynie partii-awangardy, ale faktem jest, że idea hegemonii partii rozwinęła się następnie w ideę „kierowniczej roli partii” w społeczeństwie socjalistycznym, czyli w despotyczny system rządzenia, legitymujący się zasadą, że partia kieruje społeczeństwem, gdyż „wie”, jakie są jego interesy, potrzeby i pragnienia.
W 1902 roku ukazała się, bardzo znacząca dla rozwoju ideologii bolszewizmu i kształtowania się formuły partii bolszewickiej, broszura pod tytułem Co robić? Palące zagadnienia naszego ruchu, autorstwa Lenina.